# (13635) 1995 WA42
(13635) 1995 WA42 est un astéroïde de la ceinture principale découvert en 1995.

## Description
(13635) 1995 WA42 a été découvert le 22 novembre 1995 à Harvard, dans l'État du Massachusetts, aux États-Unis, par l'observatoire Oak Ridge.

### Caractéristiques orbitales
L'orbite de cet astéroïde est caractérisée par un demi-grand axe de 2,33 UA, un périhélie de 2,20 UA, une excentricité de 0,06 et une inclinaison de 4,40° par rapport à l'écliptique. Du fait de ces caractéristiques, à savoir un demi-grand axe compris entre 2 et 3,2 UA et un périhélie supérieur à 1,666 UA, il est classé, selon la JPL Small-Body Database, comme objet de la ceinture principale.

### Caractéristiques physiques
(13635) 1995 WA42 a une magnitude absolue (H) de 15,1 et un albédo estimé à 0,346.